# Horror religioso

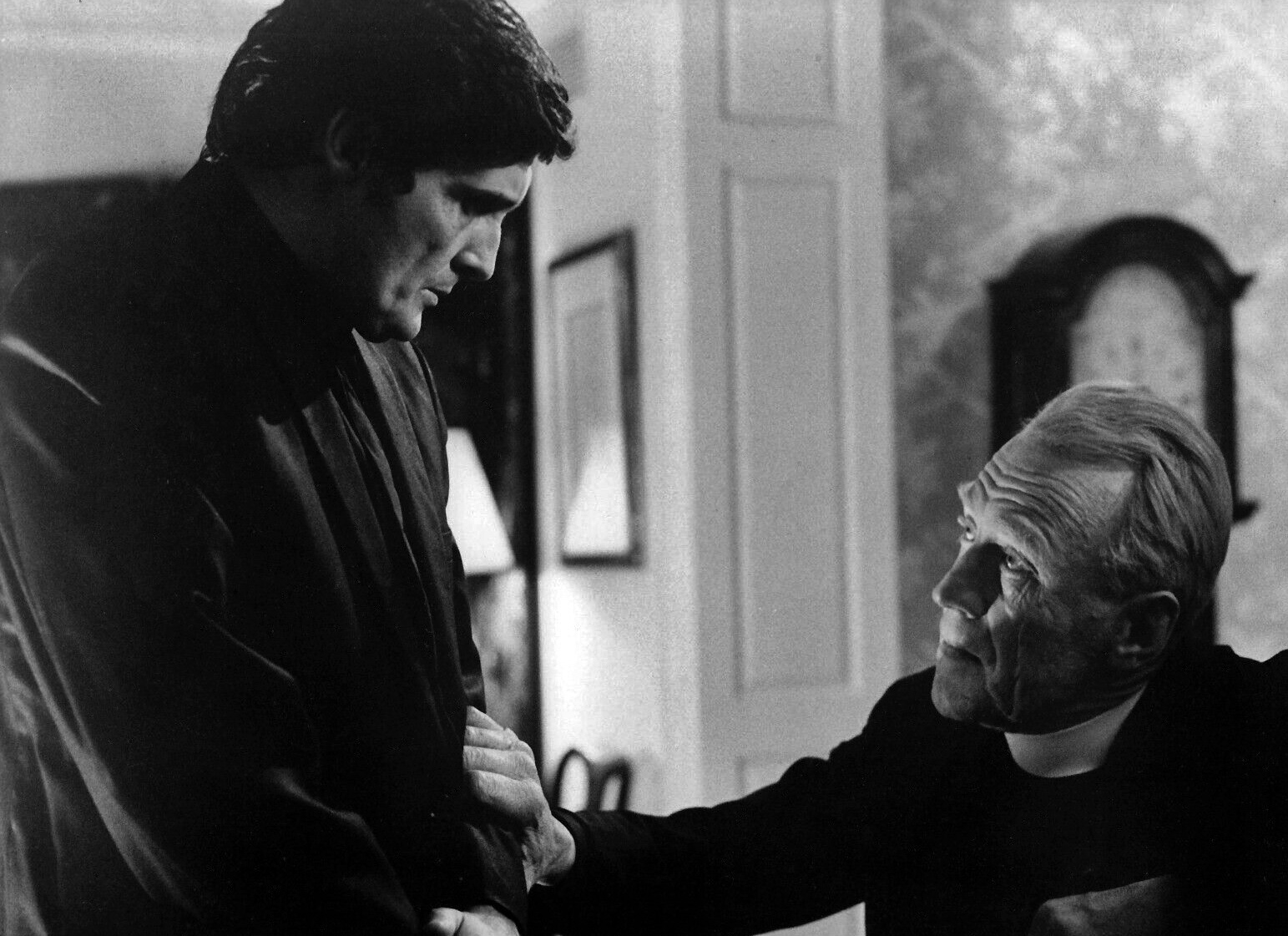
Jason Miller y Max von Sydow como sacerdotes en El exorcista

El horror religioso es un subgénero de la ficción (especialmente en el cine y los videojuegos) que se centra en gran medida en la religión y los seres sobrenaturales, a menudo con demonios como principales antagonistas que generan una sensación de amenaza.Estas películas los protagonistas suelen recurrir a su fe para superar los sucesos trágicos y perturbaciones comúnmente de origen sobrenatural que les rodea. Para ello, suelen apoyarse en autoridades, símbolos y rituales religiosos, especialmente aquellos relacionados con la cristiandad. A pesar de centrarse principalmente en la religión, también puede contener violencia gráfica.
Algunos ejemplos de películas clásicas incluyen a Amityville II: The Possession, Stigmata, The Calling, Omen III: The Final Conflict, The Exorcist, Child of the Corn, Carrie, The Church y hellbound: Hellraiser II. El género se refleja aún más en películas modernas como The Rite, The Crucifixion, Apostle, The Nun, Prey for the Devil, The Unholy, The Vatican Tapes, The Possession, Ouija: Origin of Evil y The Conjuring. Incluso hay algunos videojuegos de terror religioso, por ejemplo Faith: The Unholy Trinity.

## Críticas
Muchos críticos de cine han expresado su desaprobación por la forma en que se retrata la religión en las películas de terror. Ante esto, algunos críticos han respondido en este tenor: "como ocurre con la religión, la gente odia cuando se descubren lagunas en la falta de sinceridad de sus creencias".
En esta línea, estudiosos cristianos como Mark Eckel han señalado que, si bien se trata de "un género que en su totalidad la mayoría de los cristianos parecen rechazar, independientemente de la franquicia", sus temáticas se cuestionan sobre la existencia de lo sobrenatural y la maldad, resaltando el origen humano de este último. Con todo y por su cercanía temática, según su opinión, "el género de terror es el género cinematográfico más cercano a la cosmovisión cristiana".